# ジャンシャノサウルス
ジャンシャノサウルス（Jiangshanosaurus）は白亜紀前期に生息していたティタノサウルス類の竜脚類である。
ジャンシャノサウルスの化石は中国浙江省、江山市禮賢鄉金華累層（en）下部のアルビアン、約1億500万年前の地層で発見された
。タイプ種は唯一の種でもあるJiangshanosaurus lixianensisで2001年に中国科学院古脊椎動物・古人類研究所の唐烽らによって命名、記載された。属名および種小名はそれぞれ江山（Jiangshan）、禮賢（Lixian）に由来しいずれも発見地にちなむものである。
ホロタイプ標本ZMN M1322は部分骨格で、ほぼ完全に近い肩甲烏口骨、5個の中央から後部にかけての胴椎、両側の恥骨および坐骨、3個の尾椎、骨幹の保存された部分的な大腿骨で構成される。
肩甲烏口骨の形状や前腔型（椎体の前方が凹）の尾椎などティタノサウルス科に似ており、肩甲烏口骨に関しては特に北米の属アラモサウルスに形状、大きさともよく似ているため、ティタノサウルス科に分類される。しかし、これまでのところこの種の生態やティタノサウルス類の中での系統関係はほんとんど分かっていない。

## 参照
1. 1 2 3 4  Tang Feng, Kang Xi-Min, Jin Xing-Sheng, Wei Feng & Wu Wei-Tang (2001):  „A New Sauropod Dinosaur of Cretaceous From Jiangshan, Zhejiang Province.“ Vertrebrata Palasiatica 39:4, 272–281